# Кубок Естонії з футболу 2005—2006
Кубок Естонії з футболу 2005–2006 — 16-й розіграш кубкового футбольного турніру в Естонії. Титул вдруге здобув ТВМК.

## Календар
| Раунд       | Дата                       | Матчі | Клуби   |
| ----------- | -------------------------- | ----- | ------- |
| 1/16 фіналу | 31 серпня - 7 вересня 2005 | 16    | 32 → 16 |
| 1/8 фіналу  | 9-10 листопада 2005        | 8     | 16 → 8  |
| 1/4 фіналу  | 19 квітня 2006             | 4     | 8 → 4   |
| 1/2 фіналу  | 3 травня 2006              | 2     | 4 → 2   |
| Фінал       | 17 травня 2006             | 1     | 2 → 1   |

## 1/16 фіналу
| Команда 1               | Рахунок      | Команда 2                 |
| ----------------------- | ------------ | ------------------------- |
| 31 серпня 2005          |              |                           |
| Ярва-Яані (4)           | 3:1          | Хайба (4)                 |
| Олімпік (Таллінн) (4)   | 0:7          | Динамо (Таллінн)          |
| Меркуур                 | 7:2          | Нимме Калью (3)           |
| Калев (Таллінн) (2)     | 7:0          | Варріор (Валга) (3)       |
| Темпорі Кехра (4)       | 0:12         | Левадія                   |
| Транс (Нарва)           | 9:0          | Атлі (Рапла) (4)          |
| Евроунів (5)            | 3:3 пен. 2:4 | Лелле (2)                 |
| Козе (3)                | 1:2          | Ганза Юнайтед (4)         |
| ТВМК                    | 10:0         | Тоомпеа (Таллінн) (5)     |
| 1 вересня 2005          |              |                           |
| Конкордія Аудентес (3)  | 2:4          | Кайцелііт (Калев) (4)     |
| Соккернет (Таллінн) (6) | 0:4          | Меркуур-Юніор (Тарту) (2) |
| Флора ЯК (Таллінн) (6)  | 1:7          | Курадід (Таллінн) (5)     |
| Піраая (Таллінн) (4)    | 1:5          | Курессааре                |
| 6 вересня 2005          |              |                           |
| Елва (2)                | 0:1          | Тулевик (Вільянді)        |
| 7 вересня 2005          |              |                           |
| Валга                   | 1:1 пен. 3:2 | Тервіс (Пярну) (2)        |
| ГЮЙК Еммасте (3)        | 0:8          | Флора                     |

## 1/8 фіналу
| Команда 1             | Рахунок | Команда 2                 |
| --------------------- | ------- | ------------------------- |
| 9 листопада 2005      |         |                           |
| Динамо (Таллінн)      | 5:2     | Ярва-Яані (4)             |
| Меркуур               | 3:0     | Лелле (2)                 |
| Кайцелііт (Калев) (4) | 4:5 дч  | Курессааре                |
| ТВМК                  | 2:1     | Левадія                   |
| Валга                 | 4:0     | Меркуур-Юніор (Тарту) (2) |
| Курадід (Таллінн) (5) | 0:9     | Транс (Нарва)             |
| Флора                 | 2:1     | Тулевик (Вільянді)        |
| 10 листопада 2005     |         |                           |
| Ганза Юнайтед (4)     | 0:8     | Калев (Таллінн) (2)       |

## 1/4 фіналу
| Команда 1           | Рахунок | Команда 2            |
| ------------------- | ------- | -------------------- |
| 19 квітня 2006      |         |                      |
| Транс (Нарва)       | 4:1     | Динамо (Таллінн) (2) |
| Мааг                | 7:0     | Курессааре (2)       |
| Ворріор (Валга)     | 1:2     | ТВМК                 |
| Калев (Таллінн) (2) | 0:5     | Флора                |

## 1/2 фіналу
| Команда 1     | Рахунок | Команда 2 |
| ------------- | ------- | --------- |
| 3 травня 2006 |         |           |
| Транс (Нарва) | 2:3     | ТВМК      |
| Мааг          | 0:2     | Флора     |

## Фінал
| 17 травня 2006 |

| Флора | 0:1 | ТВМК      |
| ----- | --- | --------- |
|       |     | Габов 86' |

| Кадріорг, Таллінн Глядачів: 350 Арбітр: Ейко Саар |